# Geschichte Gabuns

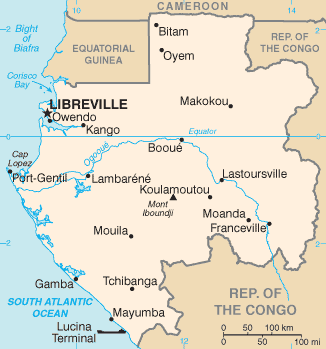
Die heutige Republik Gabun

Die Geschichte Gabuns umfasst die Geschichte der vorkolonialen Völker, Kulturen und Reiche auf dem Gebiet des heutigen Staates Gabun, erste Kontakte zu außerafrikanischen Mächten, den Europäern ab 1472, die Geschichte der französischen Kolonialherrschaft von 1839 bis 1960 sowie die Geschichte des unabhängigen Staates Gabun seit 1960.

## Frühe Geschichte

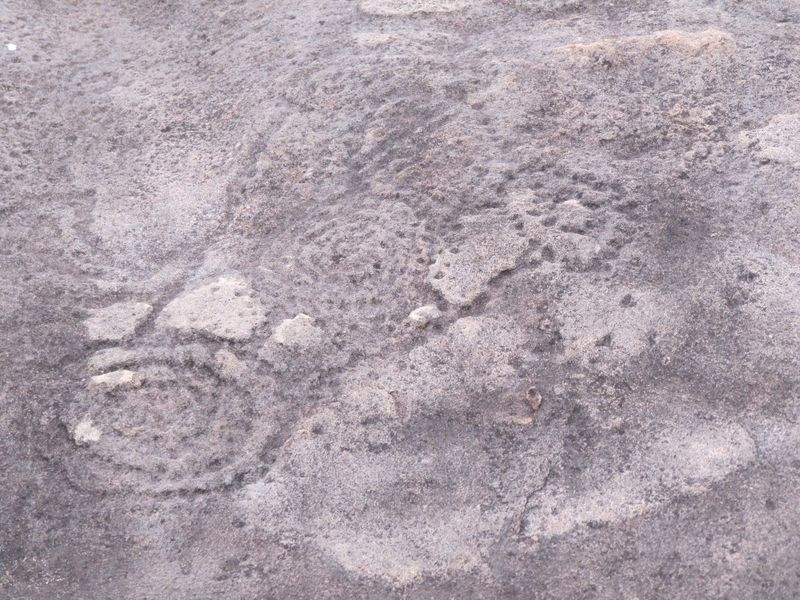
Steingravuren aus dem parc national de la Lopé, dem Lopé-Nationalpark

In Gabun wurden 1886 erste prähistorische Artefakte entdeckt. Zahlreiche Funde wurden in der Provinz Nyanga gemacht, im äußersten Süden des Landes. Schon die ersten Funde, wie Maboué 5, dehnten um 2000 die Urgeschichte des Landes über 40.000 Jahre aus. Überreste gehören auch der sogenannten Tshitolien culture an, die sich nach dem Lupemban westwärts Richtung Atlantik ausdehnte. Die ältesten Nachweise menschlicher Anwesenheit in Gabun reichten, folgt man der Literatur bis 2006, bereits etwa 70.000 Jahre zurück. Besonders ergiebig waren in den letzten Jahrzehnten die Grabungen von Lopé-Okanda, die inzwischen zahlreiche prähistorische Artefakte zu Tage förderten, die bis zu 400.000 Jahre zurückreichen. Dabei fanden sich vor allem Artefakte entlang des mittleren Ogooué, der als Hauptmigrationsroute des Landes bis weit in historische Zeit gilt. Diese Fundstätten zählen zum Weltkulturerbe.
Die Periodisierung der Urgeschichte, wie man sie aus Europa kannte, passte nicht zur afrikanischen Geschichte, so dass in den 1920er Jahren John Goodwin und Clarence Van Riet Lowe als angemessenere Periodisierung eine Einteilung in Early (Oldowan und Acheuléen), Middle (zu ihr gehören immer Kerne und präparierte Klingen oder Projektilspitzen) und Late Stone Age (Mikrolithen) vorlegten. Diese Einteilung fand 1955 allgemeine Anerkennung. Am Lopé fanden sich spätsteinzeitliche Werkzeuge, ebenso wie aus der Übergangsphase zwischen Stein- und Metallzeitalter (Stone to Metal Period). Archäologische Grabungen brachten Spuren von neolithischen Siedlungen aus dem 5. Jahrhundert v. Chr. zum Vorschein.
Die erste Verarbeitung von Eisen fand nach Ergebnissen der Radiokohlenstoffdatierung zwischen dem 4. und 1. Jahrhundert v. Chr. statt.
Frühe Bewohner waren vermutlich – wie in der gesamten Region – Pygmäen, die hier als Jäger und Sammler lebten. Vor etwa 1000 Jahren begannen dann Bantugruppen einzuwandern und die Pygmäen zu verdrängen, die heute nur noch einen sehr kleinen Teil der gabunischen Bevölkerung ausmachen. Diese Einwanderer waren die Vorfahren der heutigen Mpongwe und einiger anderer Völker, als letzte in dieser Reihe von Einwanderern kamen schließlich im 19. Jahrhundert die Fang aus dem Norden.
Mehr als 80 % des Landes waren auch damals von dichtem Regenwald bedeckt. Es kam nicht zur Gründung größerer staatlicher Gebilde, sieht man davon ab, dass der nördlichste Teil des Königreichs Loango sich noch auf das heutige Staatsgebiet Gabuns erstreckte.

## Vorkoloniale Phase des Kontaktes mit Europäern 1472–1839

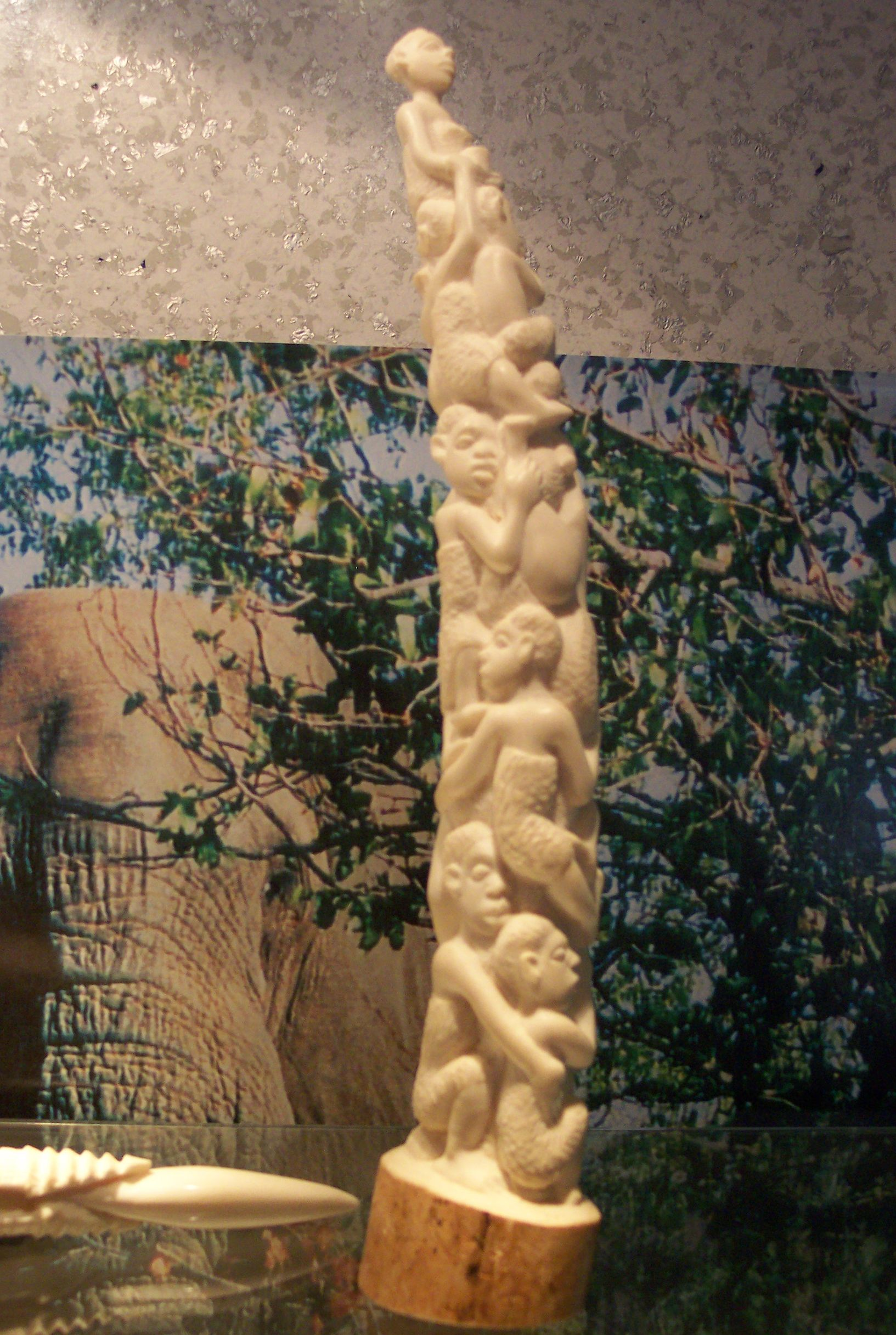
Afrikanische Elfenbeinschnitzerei

Als erster Europäer erreichte der portugiesische Seefahrer Lopes Gonçalves 1472 die Küste Gabuns. Gonçalves war im Auftrag des Kaufmanns Fernão Gomes unterwegs, der für die Verpflichtung, jährlich 600 km afrikanischer Küste zu erkunden, vom portugiesischen König das Handelsmonopol an dieser Küste übertragen bekommen hatte. Wahrscheinlich war er es auch, der dem Land seinen Namen gab. Aufgrund der eigenwilligen Form der Mündung des Flusses Komo benannte er das Land nach dem portugiesischen Wort für einen bestimmten Seefahrermantel „Gabão“.
Die Küste wurde in den folgenden Jahrhunderten außer von portugiesischen auch von niederländischen, englischen und französischen Händlern aufgesucht. Gehandelt wurde mit Sklaven, Elfenbein und Ebenholz. Die Sklaven kauften die europäischen Händler von den Küstenvölkern, die diese von den Völkern des Landesinneren durch Handel oder Sklavenjagden erwarben. Im Gebiet nördlich des Flusses Ogooué im Zentrum des heutigen Gabun hatten die Portugiesen gewisse, von den übrigen Europäern anerkannte Handelsrechte, übten jedoch keine koloniale Herrschaft aus. In den Verträgen von Ildefonso und Pardo (1777 und 1778) verzichtete Portugal zugunsten Spaniens auf diese Rechte, aber die Spanier waren bis 1850 in dieser Region kaum aktiv. Ende des 19. Jahrhunderts reduzierte sich der spanische Einfluss auch offiziell auf das sich nördlich an Gabun anschließende Spanisch-Guinea (heute Äquatorial-Guinea).

## Kolonisierung durch die Franzosen 1839–1914

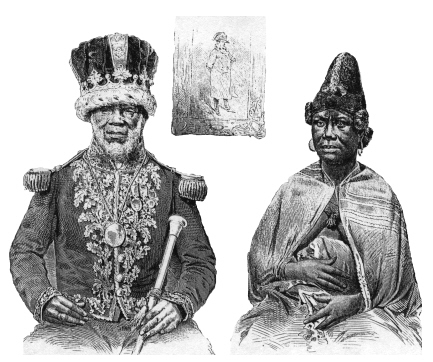
König Denis Rapontchombo und Frau, zeitgenössische Gravur

Die erste europäische Macht, die sich dauerhaft an der Küste festsetzte, waren die Franzosen. Am 9. Februar 1839 unterzeichnete der französische Admiral Louis Edouard Bouet-Willaumez einen Vertrag mit einem Mpongwe-Herrscher namens Denis Rapontchombo. Verträge mit anderen Oberhäuptern an der Küste folgten. Aus diesen Verträgen leitete Frankreich für sich den Status einer Protektoratsmacht für die Küste Gabuns ab und begann, seinen Einfluss in der Region systematisch zu verstärken. Die zukünftigen Kolonialherren begründeten ihren Status als Schutzmacht mit dem Kampf gegen den Sklavenhandel. Barnes gibt den Inhalt eines derartigen, 1846 geschlossenen Vertrages wie folgt wieder: „Frankreich sicherte sich alles Land, das geeignet schien, für die Gründung militärischer und agrarischer Niederlassungen... im Gegenzug versprachen sie dem einheimischen Herrscher (‚König François‘), was immer die Regierung Frankreichs als angemessenen jährlichen Betrag einschätzen würde“. 1843 errichteten die Franzosen das Fort Aumale als Marinestützpunkt an der Mündung des Komo. 1849 wurde die spätere Hauptstadt Gabuns offiziell als Siedlung für freigelassene Sklaven gegründet. Nach dem Vorbild der Stadt Freetown im heutigen Sierra Leone erhielt sie den Namen Libreville.

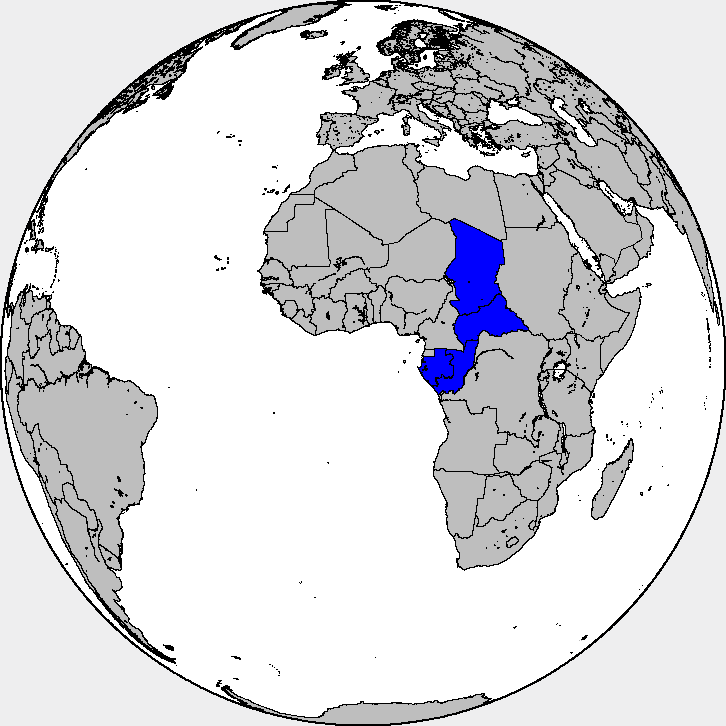
Französisch-Äquatorialafrika, 1910–1958

Allzu hoch bewerteten die Franzosen ihre entstehende Kolonie allerdings nicht: Noch 1866 waren sie bereit, ihre Besitzungen in Äquatorialafrika gegen das winzige britische Gambia zu tauschen. Zwischen 1886 und 1887 erforschten die Franzosen das von Regenwald bedeckte Landesinnere. Als Pierre Savorgnan de Brazza bis zum Oberlauf des Ogooué vorgedrungen war und eine Station (Franceville) errichtet hatte, war das Gebiet des heutigen Gabun erforscht und aus europäischer Sicht „in Besitz genommen“. Am grünen Tisch per Lineal folgte im Vertrag von Paris 1900 die Grenzziehung gegenüber dem spanischen (Spanisch-Guinea) und deutschem Gebiet (Kamerun) im Norden. 1886 wurde Gabun per Dekret offiziell zur französischen Kolonie erklärt.
Bis 1903 war Libreville die Hauptstadt des „französischen Kongo“, der außer Gabun die heutige Republik Kongo umfasste, 1903 erklärte man Brazzaville zur Hauptstadt. Ab 1910 war Gabun Teil von „Französisch-Äquatorialafrika“. 1911 trat Frankreich im Rahmen eines Kompensationsgeschäftes im Gefolge der Agadir-Krise einige Teile des nördlichen Gabun an das deutsche Kamerun ab (das sogenannte Neukamerun). Damit hatte Gabun mit Ausnahme eines Gebietes am Oberlauf des Ogooué, das erst 1946 endgültig Gabun zugeschlagen wurde, seine heutige Gestalt erreicht.

## Innere Verhältnisse in der Kolonie und Unabhängigkeitsbestrebungen 1914–1960

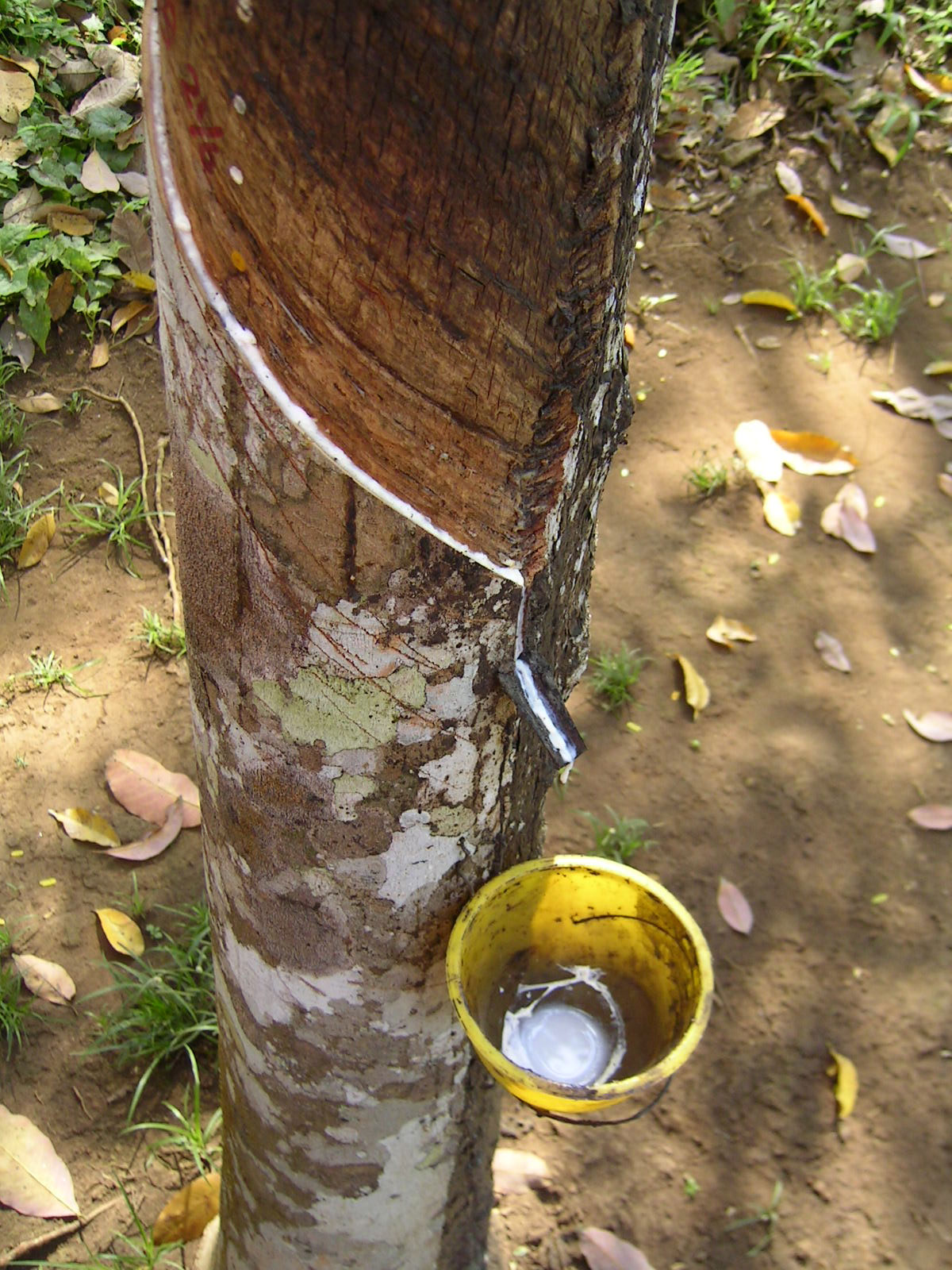
Gewinnung von Milchsaft aus Gummibäumen zur Kautschukproduktion

Der Wert der Kolonie bestand für Frankreich vor allem in den natürlichen Vorkommen von Kautschuk, der für die Gummi- und Kriegsindustrie von Bedeutung war. Wo der indirekte Druck zum Kautschuksammeln durch Steuern nicht ausreichte, griffen die Franzosen zu Zwangsarbeit. Während des Ersten Weltkrieges wurden in Gabun – wie in den übrigen französischen Kolonien – Soldaten und Träger rekrutiert, die Zwangsarbeit verschärft und der Druck zum Kautschuksammeln erhöht. In der Folge litten verschiedene Teile Gabuns unter Hungersnöten. Auch in dem darauffolgenden Jahrzehnt führten Zwangsmaßnahmen der Kolonialverwaltung verschiedentlich zu Hungersnöten mit tausenden Toten in einem Land, das seine Bevölkerung bis dahin ernähren konnte. Bis in die 1920er Jahre hinein gab es immer wieder Aufstände unterschiedlicher Völker Gabuns gegen die Kolonialherrschaft. Diese Aufstände, regional begrenzt und nicht landesweit koordiniert, wurden von der Kolonialarmee jedoch mühelos niedergeschlagen.
Kautschuk wurde nach dem Ersten Weltkrieg und dem Ende des Kautschukbooms (der der einheimischen Bevölkerung keinerlei Vorteile gebracht hatte) zunehmend von Holz, insbesondere Okouméholz als Exportprodukt abgelöst. Innerhalb Französisch-Äquatorialafrikas galt das autonome Gabun als „reiche Kolonie“. Dieser relative Wohlstand und der frühe Beginn der Missionierung führte dazu, dass in den 1920er Jahren bereits eine europäisierte, afrikanische Mittelschicht in Gabun existierte und Ansätze für eine nationale Bewegung entstanden. Organ dieser Bewegung war die Zeitschrift L´Echo gabonais. Daneben gab es einige „Unterstützungsvereine“, die teilweise entlang ethnischer Zugehörigkeit strukturiert waren und etwa von Mpongwe oder Fang getragen wurden.
Während des Zweiten Weltkrieges stand die koloniale Verwaltung Gabuns zu Beginn auf Seiten Vichy-Frankreichs und schloss sich als letzte Teilkolonie Französisch-Äquatorialafrikas erst auf Druck der britischen Flotte im November 1940 dem Freien Frankreich General Charles de Gaulles an. 1944 fand unter Leitung de Gaulles in Brazzaville, im benachbarten Französisch-Kongo die bekannte „Konferenz von Brazzaville“ statt, auf der eine komplette Neuordnung des Verhältnisses Frankreichs zu seinen Kolonien beschlossen wurde. Im Ergebnis erklärte das „Mutterland“ auch Gabun zum französischen Überseeterritorium und schaffte die Zwangsarbeit ab. Gabun durfte nun auch Vertreter in die französische Nationalversammlung entsenden.
In den 1940er und 1950er Jahren traten die später führenden Politiker des unabhängigen Gabun auf den Plan. Jean-Hilaire Aubame war ein in der Kolonialverwaltung tätiger Fang und Parlamentsabgeordneter in Paris. 1947 gründete er die Union Démocratique et Sociale du Gabon (UDSG, Demokratische und Soziale Union Gabuns). Sein Gegenspieler war Léon M’ba, Mitglied der Territorialversammlung von Gabun und ebenfalls ein Fang, der wegen Verwicklung in einen Ritualmord in den 1930er Jahren erst im Gefängnis gesessen hatte und später bis 1946 im Exil lebte. Er gründete im Oktober 1946 den gabunischen Ableger des im gesamten französischen Afrika vertretenen Rassemblement Démocratique Africain (RDA) unter dem Namen Mouvement Mixte Gabonais (MMG). Ein weiterer Kolonialbeamter, Paul Gondjout, gründete 1952 den Bloc Démocratique Gabonais (BDG, Demokratischer Block von Gabun), dem später Paul Mba beitrat. UDSG und BDG arbeiteten in den späten 1950er Jahren gemeinsam an einer Verfassung für Gabun, traten aber nicht für eine Unabhängigkeit des Landes ein, sondern für den Verbleib in der von de Gaulle gegründeten „Französischen Gemeinschaft“, die die französischen Kolonien bei gewisser Autonomie in der Abhängigkeit von Frankreich lassen sollte.
Die loi-cadre Defferre wurde 1956 unter französischer Verwaltung eingeführt und damit das allgemeine aktive und passive Frauenwahlrecht.
1958 löste sich Französisch-Äquatorialafrika auf, 1959 wurde Gabun „autonome Republik“ im Schoße Frankreichs, mit M’ba als Regierungschef und Gondjout als Präsident des Parlaments. Obwohl M’ba ausdrücklich vor verfrühter Unabhängigkeit warnte, die ihm aufgrund der Unterentwicklung Gabuns unweigerlich in „eine Art Neokolonialismus“ zu führen schien, war der Zug zur Entkolonialisierung nicht mehr aufzuhalten. Gabun erklärte am 17. August 1960 seine Unabhängigkeit. Das Frauenwahlrecht wurde bestätigt.

## Die unabhängige Republik Gabun 1960 bis heute

### Demokratie mit Fehlern unter M’Ba: 1960–1967
Bei den ersten freien Wahlen des unabhängigen Gabun konnte keine der beiden großen politischen Parteien, weder die BDG unter der Führung Leon M´Bas noch die UDSG unter der Führung Aubames, eine klare Mehrheit erringen. Regierungschef M’Ba rief zu einer Zusammenarbeit der einzelnen Parteien auf, der die Führung der UDSG und andere oppositionelle Politiker folgten. M’Bas Versuch, die Verfassung in Richtung einer Präsidialdemokratie französisch-gaullistischen Vorbilds zu ändern, stieß allerdings im Parlament auf Widerstand. M’Ba rief daraufhin den Ausnahmezustand aus und löste das Parlament auf. Seinen größten innerparteilichen Konkurrenten und Anführer des parlamentarischen Widerstands, Paul Gondjout, ließ er zu zwei Jahren Gefängnis verurteilen. Mit UDSG-Führer Aubaume einigte er sich auf Neuwahlen im Jahr 1961, die seine Idee einer Präsidialverfassung bestätigte. Aubame wurde Außenminister seiner Regierung.
Anfang 1964 versuchte M’Ba erneut auf wenig demokratische Weise seine Macht zu festigen, indem er eine Zwangsvereinigung der BDG mit der UDSG durchzuführen suchte, um so de facto einen Einparteienstaat zu errichten. Der geschwächten UDSG gelang es nicht, für die kommenden Neuwahlen eine Kandidatenliste einzureichen, die den Anforderungen des Wahlrechts genügte. In der Nacht vom 17. auf den 18. Februar 1964 rebellierten Soldaten aus der 400-Mann-Armee Gabuns. M’Ba wurde abgesetzt und etliche Politiker verhaftet. Die putschenden Offiziere setzten eine zivile Regierung mit J. H. Aubame und M’Bas altem Konkurrenten Paul Gondjout ein. Bereits einen Tag später landeten auf Grund eines Appells des Vizepräsidenten von Gabun französische Fallschirmspringer aus dem senegalesischen Dakar in der Hauptstadt Gabuns und setzten Präsident M’Ba erneut in sein Amt ein. 150 Gegner M´Bas wurden verhaftet, Aubame zu 20 Jahren Haft verurteilt. Die französische Regierung berief sich bei dieser Aktion auf einen am 17. August 1960 nach der Unabhängigkeit abgeschlossenen Schutzvertrag mit Gabun. Dennoch machte der Einsatz der französischen Fallschirmspringer die fortbestehende Abhängigkeit der unabhängigen Republik Gabun von Frankreich offenkundig.
M’Ba gewann auch die folgenden Wahlen. Zwar erhielten zwei Oppositionsparteien ein Drittel der Parlamentssitze, doch selbst diese bescheidene parlamentarische Opposition schrumpfte, als wenige Monate später ein Teil der oppositionellen Abgeordneten ins Regierungslager wechselte.
Eine Verfassungsänderung 1966 bestimmte, dass beim Tode des Präsidenten automatisch sein Stellvertreter das Amt übernehmen würde. Als M’Ba 1967 in Paris an einer schweren Krankheit starb, wurde sein Vizepräsident Albert Bernard Bongo (später als Omar Bongo bekannt) Präsident Gabuns.

### Gabun unter Albert (Omar) Bongo: 1967 bis 2009
Der neue Mann festigte seine Macht durch den Austausch führender Köpfe in der Partei, aber auch durch Verständigung mit der Opposition im Exil und die Freilassung politischer Häftlinge. Anfang 1968 erklärte er das Parteienwesen zu einem „Erbe des Kolonialismus“, das die ethnischen Rivalitäten des Landes fördere. Er verfügte die Auflösung aller bestehenden Parteien und gründete eine Einheitspartei unter dem Namen „Parti Démocratique Gabonais“ (PDG, Demokratische Partei Gabuns). Er lud alle Gabuner, unabhängig von alten Rivalitäten und vorherigen politischen Bindungen, ein, der Einheitspartei beizutreten. Ab 1972 entwickelte sich ein Personenkult um Albert Bongo, der sich „großer Makaya“ („Vater“) nennen ließ und seine eigene politische Ideologie unter dem Namen „Renovation“ verkündete. Diese Ideologie bezeichnete er als „weder links noch rechts“ und eigenen gabunischen Weg unabhängig von „wildwachsendem Kapitalismus“ und „bürokratischem Sozialismus“. Bongo ließ sich in den kommenden drei Jahrzehnten noch mehrfach mit Ergebnissen über 99 Prozent der Stimmen im Amt bestätigen. Eine Begegnung mit Libyens Staatschef Muammar al-Gaddafi 1973 führte zu seiner Bekehrung zum Islam und seiner Umbenennung in Omar Bongo bzw. nach seiner Wallfahrt (Haddsch) nach Mekka El Hadj Omar Bongo. 2003 änderte er seinen Namen in Omar Bongo Ondimba.
Anfang der 1990er Jahre führten zunehmende wirtschaftliche Schwierigkeiten und der auch in Gabun spürbare Wunsch nach Demokratisierung zu gewaltsamen Demonstrationen. Bongo musste Lohnerhöhungen zugestehen und die Einrichtung einer Nationalversammlung für den März/April 1990 versprechen, die Gabuns politische Zukunft bestimmen sollte. Die PDG und 150 weitere politische Organisationen nahmen an dieser dreiwöchigen Konferenz teil. Die Teilnehmer waren in zwei Blöcke gespalten, in die regierende PDG und ihre Verbündeten sowie in die „Vereinigte Front Oppositioneller Assoziationen und Parteien“, die aus der Morena-Fraktion (Mouvement de Redressement National) und der „Parti gabonais du progrès“ (Fortschrittliche Partei Gabuns) bestand.
Die Konferenz führte zu politischen Reformen wie etwa der Bildung eines nationalen Senats und der Dezentralisierung der Verteilung der Staatseinnahmen, zur Versammlungs- und Pressefreiheit und der Abschaffung der Visumspflicht bei Ausreisen. Im Versuch, die Kontrolle über diesen Prozess Richtung Mehrparteiensystem zu behalten, dankte Bongo als PDG-Vorsitzender ab und schuf eine Übergangsregierung unter dem neuen Premierminister Casimir Oyé-Mba.
Die neue Regierung nannte sich „Gabunische Sozialdemokratische Gruppierung“ (RSDG) und hatte in ihrem Kabinett auch Vertreter verschiedener ehemals oppositioneller Parteien. Die RSDG entwarf eine provisorische Verfassung, die bürgerliche Grundrechte und eine unabhängige Justiz vorsah, aber auch starke exekutive Rechte des Präsidenten. Nachdem diese Verfassung in der Nationalversammlung und innerhalb eines Verfassungskomitees beraten worden war, trat sie im März 1991 in Kraft. Diese Verfassung sah im Falle des Todes des Präsidenten eine Teilung der Macht zwischen Premierminister, den Präsidenten der Nationalversammlung und den Verteidigungsminister bis zu Neuwahlen vor.
Dennoch gab es im September 1990 zwei Putschversuche, die verhindert wurden. Nach dem ungeklärten Tod eines Oppositionspolitikers kam es zu Demonstrationen gegen die Regierung und zu Übergriffen auf Ausländer. Wiederum griff französisches Militär ein, um die Ordnung wiederherzustellen. Bei den ersten Mehrparteienwahlen zur Nationalversammlung nach nahezu 30 Jahren errang dann die PDG im September 1990 eine knappe Mehrheit.
Im Dezember 1993 wurde Bongo mit 51 Prozent der Stimmen als Präsident wiedergewählt. Etliche Oppositionskandidaten erkannten dieses Ergebnis nicht an. Unruhen führten schließlich November 1994 zu den sogenannten „Pariser Vereinbarungen“ zwischen Regierung und Oppositionsvertretern, die einige Zugeständnisse der Regierung enthielten und zur Übernahme von Oppositionspolitikern in die Regierung führten. Bongo setzte diese Vereinbarungen jedoch nie wirklich um, und ihm wurden von europäischen Kritikern schwere Menschenrechtsverletzungen vorgeworfen. In den folgenden Jahren gewann die PDG landesweit, musste aber in einigen der großen Städte, unter ihnen Libreville, 1997 eine oppositionelle Mehrheit hinnehmen.
1998 und 2005 errang Bongo mühelose Wahlsiege gegen eine gespaltene Opposition. Obwohl Bongos größte politische Gegner die Ergebnisse anzweifelten, sahen internationale Beobachter das Ergebnis trotz einiger Unregelmäßigkeiten insgesamt als repräsentativ an. Die Parlamentswahlen 2001/2002 wurden von einigen kleineren Oppositionsparteien boykottiert und wegen organisatorischer Schwächen kritisiert. Sie führten zu einer Nationalversammlung, die nahezu komplett von der PDG und ihren Verbündeten dominiert war.

### Gabun unter Ali-Ben Bongo Ondimba (2009–2023)
Am 8. Juni 2009 starb Bongo überraschend. Senatspräsidentin Rose Francine Rogombé wurde als Interimspräsidentin bis zur Wahl eines neuen Staatspräsidenten vereidigt. Zur Präsidentschaftswahl am 30. August 2009 traten insgesamt 17 Kandidaten an. Als Favoriten galten Bongos Sohn, der Verteidigungsminister Ali-Ben Bongo Ondimba, der ehemalige Innenminister André Mba Obame sowie der langjährige Oppositionsführer Pierre Mamboundou.
Bongo Ondimba wurde am 3. September erwartungsgemäß zum Wahlsieger erklärt. Die Bekanntgabe der Wahlergebnisse führte zu Unruhen in Gabun. Demonstranten warfen der ehemaligen Kolonialmacht Frankreich vor, Bongo unterstützt zu haben, und zündeten das Konsulat des Landes an.
Am 27. August 2016 wurde Ali-Ben Bongo Ondimba mit 49,8 % der Stimmen knapp vor Jean Ping, der für das Oppositionsbündnis UFC antrat, wiedergewählt. Nach der Wahl wurde Bongo Ondimba Wahlfälschung vorgeworfen; so soll sein angeblicher Stimmenanteil von über 95 % bei einer Wahlbeteiligung von 99,93 % in seiner Heimatprovinz Haut-Ogooué gefälscht sein. Es kam erneut zu Unruhen, bei denen mehrere Menschen getötet wurden und das UFC-Parteibüro von Soldaten gestürmt wurde. Sinkende Ölpreise führten zu einer Wirtschaftskrise.
Seit Oktober 2018 wird Bongo Ondimba in Marokko stationär behandelt. Nach Lesart der Regierung führt er seine Amtsgeschäfte von dort aus weiter. Am 7. Januar 2019 fand in Libreville ein Putschversuch „zur Wiederherstellung der Demokratie“ durch einige junge Offiziere der Streitkräfte Gabuns statt. Nach wenigen Stunden war der Versuch gescheitert. Die Afrikanische Union verurteilte nach Bekanntwerden den Putschversuch.

### Vom Militärputsch 2023 zur Verfassungsreform
Am 30. August 2023 wurde bekannt, dass es kurz nach der umstrittenen Parlaments- und Präsidentschaftswahl vom 27. August zu einem Putsch des Militärs gekommen ist. Eine Gruppe hochrangiger Offiziere erklärte das „Ende des derzeitigen Regimes“. Die Gruppe aus Vertretern der Gendarmerie, der Republikanischen Garde und anderen Teilen der Staatsorgane erklärte, sie hätten die Macht übernommen und Ali Bongo abgesetzt.
Am 31. August 2023 ernannten Armeeoffiziere, die die Macht ergriffen und die 55-jährige Herrschaft der Familie Bongo beendeten, General Brice Oligui Nguema zum Übergangspräsidenten des Landes. Am 4. September 2023 wurde er als Interimspräsident von Gabun vereidigt.
Im November 2024 wurde ein Referendum über eine neue Verfassung angenommen, mit der die Regierung des Landes reformiert wurde. Sie wurde am 19. Dezember verkündet und soll nach den Wahlen in Kraft treten, die am 12. April 2025 stattfinden sollen.